# Индийская гробница (фильм, 1959)
«Индийская гробница» (нем. Das Indische Grabmal) — приключенческий фильм 1959 года немецкого режиссёра Фрица Ланга, снятый в по мотивам романа Теи фон Гарбоу. Фильм является продолжением картины «Бенгальский тигр».

## Сюжет
Фильм начинается с краткого пересказа предшествующих событий, произошедших в «Бенгальском тигре». Сбежавшие от махараджи и чудом выжившие в пустыне Сита и Гаральд пытаются спастись в горах, однако вскоре их обнаруживают и хватают. В то же время во дворце интриги набирают обороты, а европейцы супруги Род пытаются выяснить, что же случилось с Гаральдом.

## В ролях
- Дебра Паджет — Сита
- Поль Губшмид — Гаральд Бергер
- Вальтер Райер — Чандра
- Клаус Хольм — доктор Вальтер Род
- Валерий Инкижинов — Яма
- Сабина Бетман — Ирен Род
- Рене Дельтген — принц Рамигани
- Гвидо Челано — генерал Даг
- Йохан Брокманн — Падху
- Йохан Блуме — Асагара

## Интересные факты
- Фильм снимался в Раджастхане и Берлине.
- Слоганом фильма было выражение «Der deutsche Millionen-Film!» («Немецкий фильм-миллионер!»)
- Фильмы «Бенгальский тигр» и «Индийская гробница» для США были смонтированы в один 90-минутный фильм под названием «Путешествие в затерянный город».